# Hergiswil bei Willisau
Hergiswil bei Willisau – miejscowość i gmina w środkowej Szwajcarii, w kantonie Lucerna, w okręgu Willisau.

## Demografia
W Hergiswil bei Willisau mieszkają 1 934 osoby. W 2021 roku 6,9% populacji gminy stanowiły osoby urodzone poza Szwajcarią. 